# Баша Анастасія Василівна
Анастасія Василівна Баша (25 лютого 1981, Львів) — українська акторка театру та кіно.

## Життєпис
Анастасія Баша народилась 25 лютого 1981 у Львові, УРСР, в акторській родині. Батьки - актори театру та кіно Василь та Олена Баша. Навчалась у медичному інституті УАНМ, та природні схильності до сцени взяли гору і в 1999 вступила, а у 2003 закінчила Київський національний університет театру, кіно та телебачення імені І. К. Карпенка-Карого (курс народного артиста України М. Рушковського). З 2005 — акторка Київського театру драми і комедії на лівому березі Дніпра.

## Театральні ролі

### Київський театр драми і комедії на лівому березі Дніпра
- Жінка Дон Жуана — «Соблазнить, но не влюбиться» (за п'єсою Е. Радзінського «Окончание Дон Жуана», 2005)
- Жінка родини Капулетті — «Ромео и Джульетта» (2005)
- Лариса — «Голубчики мои!..» (за творами Ф. Достоєвського та О. Володіна, 2006)
- Сесіль де Воланж — «Опасные связи» (2007)
- Керолайн Джонсон — «Розовый мост» (за романом Р.-Д. Уоллера «Мости округу Медісон», 2007)
- Мона Даль — «Лолита» (2008)
- Перша Чаклунка — «Нехай одразу двох не любить…» (за п'єсою М. Старицького «Ой, не ходи, Грицю…», 2008)
- Сестра, Донька — «Возвращение блудного отца» (2010)
- Сюзанна — «Гости грядут в полночь» (за п'єсою А. Міллера «Прощання Дон Жуана», 2011)
- Флавія Брент, вона ж Белінда Блеяр — «Зрители на спектакль не допускаются!» (за п'єсою М. Фрейна «Театр»)

## Фільми та серіали
| Рік  | Фільм                                                       | Роль            |
| ---- | ----------------------------------------------------------- | --------------- |
| 2002 | Право на захист (Право на защиту)                           |                 |
| 2003 | Дух землі (Дух земли)                                       | Жанна           |
| 2004 | Украдене щастя                                              | Епізод          |
| 2005 | Подруга особливого призначення (Подруга особого назначения) | Епізод          |
| 2006 | Безпритульний (Бомж)                                        | Лариса          |
| 2006 | Професор в законі (Профессор в законе) (телевізійний фільм) | Марго           |
| 2008 | Ван Гог не винен (Ван Гог не виноват)                       | Катерина        |
| 2008 | Сповідь Дон Жуана (Исповедь Дон Жуана) (телевізійний фільм) | Донна Анна      |
| 2011 | Лють (Ярость)                                               | Регіна          |
| 2018 | Лікар Ковальчук                                             | епізодична роль |
| 2020 | Рідня                                                       | епізодична роль |